# Wilhelm Kirchhoff
Johann Heinrich Wilhelm Kirchhoff (* 27. September 1800 in Jamund; † 16. Februar 1861 in Grimmen) war ein deutscher Jurist, Dichter und langjähriger Bürgermeister der vorpommerschen Stadt Grimmen.

## Leben
Wilhelm Kirchhoff stammte aus Jamund bei Köslin. Er wurde zunächst von seinem Vater, dem Prediger Johann Jakob Kirchhoff, unterrichtet. Er besuchte ab 1814 das Joachimsthalsche Gymnasium und anschließend ab 1816 das Marienstiftsgymnasium in Stettin. 1818 begann er ein Studium der Rechtswissenschaften und Philosophie an der Universität Greifswald. Im folgenden Jahr setzte er sein Studium an der Universität Halle fort. Zum Abschluss kehrte er nach Greifswald zurück. In den Jahren 1821–1824 bestand er die Prüfungen zum Notar, Anwalt und Richter und wurde zum Doktor der Rechte promoviert.
1824 wurde er interimistisch auf die Stadtrichter- und rechtsgelehrte Bürgermeisterstelle von Grimmen gesetzt. Die endgültige Ernennung erfolgte am 19. Februar 1844 durch eine königliche Order. Während seiner annähernd 36-jährigen Amtszeit vertrat er die neuvorpommerschen Kleinstädte im ständischen Provinziallandtag der Provinz Pommern in Stettin sowie im Kommunallandtag von Neuvorpommern und Rügen in Stralsund.
Neben juristischen Abhandlungen verfasste er Beiträge zu Zeitschriften, unter anderem zur „Sundine“. 1835 gab er unter dem Titel „Blumen und bunte Steinchen, spielend gesucht“ eine Sammlung von Dichtungen und Prosa heraus. Diese beinhaltete neben Übersetzungen klassischer und moderner griechischer Dichtungen humoristische Schilderungen von Landschaft und Menschen in Vorpommern.
Bürgermeister Kirchhoff unterstützte die Ziele der Revolution von 1848/49, in deren Verlauf in Grimmen eine bürgerliche Reformbewegung unter seiner Leitung entstand. Die Reformer forderten die Abschaffung der Polizeigewalt der Rittergutsbesitzer, die Aufhebung der Gesindeordnung, die Pressefreiheit u.v.m. Bereits 1845 initiierte Dr. Kirchhoff die Eröffnung einer Druckerei mit der Monatszeitung Grimmener Landbote, die zum Sprachrohr der Reformer wurde. 
Nach der Niederschlagung der Revolution setzte Kirchhoff mit einer Petition an die Hohe erste Kammer der preußischen Nationalversammlung (1849) und mit der Publikation Das Gesinderecht sein Streben nach Demokratie fort. 1860 entzog ihm das preußische Justizministerium mit fadenscheiniger Begründung die Lizenz als Rechtsanwalt, wodurch er mit seinen 12 Kindern in materielle Not geriet. In seiner Druckschrift Wie ich meine Rechtsanwaltschaft verlor (Grimmen 1861) stellt er die Willkür der preußischen Justiz bloß. Während dieser Auseinandersetzungen mit dem preußischen Staat starb er 1861 an Herzversagen.
In Grimmen wurde eine Straße zu Ehren ihres verdienstvollen Bürgermeisters benannt.